# Dieter Neuendorf
Pour les articles homonymes, voir Neuendorf.
Dieter Neuendorf, né le 7 juillet 1940 à Ruhla et mort le 21 mai 2021, est un sauteur à ski est-allemand.

## Biographie
Il prend part à deux éditions des Jeux olympiques, en 1964 et 1968, ayant pour meilleur résultat une cinquième place au petit tremplin en 1964 à Innsbruck, où il représente l'Équipe unifiée d'Allemagne.
Aux Championnats du monde 1966, à Oslo, il remporte la médaille d'argent derrière le Norvégien Bjørn Wirkola. Sur sa lancée, il finit troisième de la semaine du vol à ski à Planica.
Dans la Tournée des quatre tremplins, il obtient son premier succès lors de l'édition 1965-1966 où il s'impose au concours d'Innsbruck, pour se placer deuxième au classement final. Lors des deux saisons suivantes, il finit troisième de cette compétition et gagne à chaque fois le concours d'Oberstdorf.
Il remporte aussi trois titres de champion de RDA (deux en grand tremplin et 1 en petit tremplin).
Sa carrière internationale s'étend jusqu'en 1971, devenant ensuite entraîneur.

## Palmarès

### Jeux olympiques
| Épreuve / Édition | Sapporo 1964 | Grenoble 1968 |
| Petit tremplin    | 5e           | 7e            |
| Grand tremplin    | 8e           | 15e           |

### Championnats du monde
| Épreuve / Édition | Oslo 1966 |
| Petit tremplin    | Argent    |

### Tournée des quatre tremplins
- Meilleur classement final : 2e en 1965-1966.
- 6 podiums dans des manches : 3 victoires, 2 deuxièmes places et 1 troisième place.

## Distinction
Il reçoit la Bannière du Travail en 1976.